# Слотвіни (Лодзинське воєводство)
Слотвіни (пол. Słotwiny) — село в Польщі, у гміні Колюшки Лодзький-Східного повіту Лодзинського воєводства.
Населення — 386 осіб (2011).
У 1975-1998 роках село належало до Пйотрковського воєводства.

## Демографія
Демографічна структура станом на 31 березня 2011 року:
|          | Загалом | Допрацездатний вік | Працездатний вік | Постпрацездатний вік |
| -------- | ------- | ------------------ | ---------------- | -------------------- |
| Чоловіки | 186     | 41                 | 128              | 17                   |
| Жінки    | 200     | 37                 | 120              | 43                   |
| Разом    | 386     | 78                 | 248              | 60                   |